# محمد أرشد
محمد أرشد (من مواليد 15 مايو 1979) هو لاعب كابادي محترف باكستاني. كان عضوًا في فريق كابادي الوطني الباكستاني الذي فاز بالميدالية البرونزية في دورة الألعاب الآسيوية 2010 في مدينة قوانغتشو.